# Preben Krab
Preben Krab (* 15. Juli 1952 in Gammel Haderslev Sogn) ist ein ehemaliger dänischer Steuermann im Rudern.

## Werdegang
Preben Krab nahm zusammen mit seinem älteren Bruder Jørn und Harry Jørgensen an den Olympischen Sommerspielen 1968 in Mexiko-Stadt teil. In der Zweier mit Steuermann-Regatta gewann das Trio die Bronzemedaille.